# استراتکینس
استراتکینس (به انگلیسی: Strathkinness) یک روستا در بریتانیا است که در فایف واقع شده‌است. استراتکینس ۹۲۵ نفر جمعیت دارد.